# Marcel Luppes
Marcel Luppes (Hoogeveen, 11 de setembre de 1971) va ser un ciclista neerlandès que fou professional del 1995 al 2003.

## Palmarès
- 1999
  - 1r al Beverbeek Classic
- 2000
  - 1r a la Ronde van Midden-Brabant
- 2001
  - Vencedor d'una etapa a l'OZ Wielerweekend